# كلارا باور
كلارا باور (بالإنجليزية: Antoinette Bower)‏ هي ممثلة أمريكية، ولدت في 30 سبتمبر 1932 في ألمانيا.

## وصلات خارجية
- كلارا باور على موقع IMDb (الإنجليزية)
- كلارا باور على موقع إن إن دي بي (الإنجليزية)
- كلارا باور على موقع قاعدة بيانات الفيلم (الإنجليزية)